# Doc Martin (Beverly Hills, 90210)
Doc Martin is de zeventiende aflevering van het tiende seizoen van het tienerdrama Beverly Hills, 90210, die voor het eerst werden uitgezonden op 16 februari 2000.

## Plot
Dr. John Martin heeft een beroerte gehad en heeft het niet overleefd, Donna en Felice zijn ontroostbaar nu zij hun man en vader kwijt zijn. Kelly oppert het idee dat Gina John te hard heeft aangepakt met haat trainingen en dit doet Gina pijn. Gina denkt nu dat iedereen het haar kwalijk neemt en wil duidelijk maken dat zij ook verdriet heeft. Donna helpt haar moeder met alles met wat er nu moet gebeuren en heeft het emotioneel zwaar met de herinneringen die zij tegenkomt in het huis en is dankbaar met het feit dat David haar komt helpen. Iedereen gaat naar de uitvaart en als Donna een speech wil voorlezen dan komt zij niet uit haar woorden en Gina besluit om haar te helpen en zo lezen zij beide de speech voor en geven elkaar steun. Als zij beide teruglopen naar de banken dan vraagt Felice aan haar of zij bij hen wil zitten, dankbaar neemt Gina de uitnodiging aan. na de uitvaart vertelt Gina aan de rest dat zij besloten heeft om Beverly Hills te verlaten omdat zij zich hier niet op haar plaats voelt en wil haarzelf terugvinden op een andere plek.
Noah heeft het moeilijk na zijn ontvoering en grijpt naar de fles. Zijn vrienden zien dit met lede ogen aan en willen hem helpen wat niet echt wil lukken.
Matt heeft het moeilijk na zijn schorsing, hij is al zijn klanten kwijt en dus komt er ook geen geld binnen. Kelly maakt zich zorgen om de financiële situatie en wil graag Matt helpen. Matt verzekerd haar dat het goed komt en dat zij nu geen onprettige baan moet nemen om hem te helpen. Kelly heeft een baan aangeboden gekregen van een oude bekende namelijk Pia Swenson, zij heeft in het verleden de boetiek geholpen met public relations. Pia heeft Kelly gevraagd of zij interesse heeft om voor haar te werken en Kelly heeft hier wel oren naar en neemt het aanbod aan. Maar als zij haar eerste opdracht krijgt dan krijgt zij meteen haar twijfels omdat zij nu een voorstel moet maken wat tegen haar principes indruist.
Dit is de laatste aflevering van Vanessa Marcil als Gina Kincaid.

## Rolverdeling
- Jennie Garth - Kelly Taylor
- Ian Ziering - Steve Sanders
- Brian Austin Green - David Silver
- Tori Spelling - Donna Martin
- Luke Perry - Dylan McKay
- Joe E. Tata - Nat Bussichio
- Lindsay Price - Janet Sosna
- Daniel Cosgrove - Matt Durning
- Vanessa Marcil - Gina Kincaid
- Vincent Young - Noah Hunter
- Josie Davis - Camille Desmond
- Michael Durrell - Dr. John Martin
- Katherine Cannon - Felize Martin
- Josie DiVincenzo - Pia Swenson
- Beth Hart - zichzelf (muzikale gast)